# Acalisso
Acalisso (in greco antico: Ακαλισσός?, Akalissós) era un'antica città situata nella regione storica della Licia in Asia Minore, oggi in Turchia.
La città è menzionata solo in alcune fonti letterarie. Secondo le iscrizioni Acalisso faceva parte della Lega Licia ed era il componente principale di una sympoliteia, una lega fra città che includeva, tra l'altro, Idebessos e Kormi. Dopo il regno dell'imperatore Commodo (r. 180-92) la città si chiamò Neokoros, anche se non è chiaro di quale dio Alicasso fosse "guardia del tempio". Questa circostanza è insolita per una città piuttosto di medie dimensioni in Licia, dove solo Patara era un duplice neocoro.
Nel III secolo d.C. sotto Gordiano III (r. 238-44) la città coniava monete proprie. In epoca bizantina, Acalisso era sede di un vescovo; il vescovato titolare di Acalisso della Chiesa cattolica romana risale alla diocesi.
Solo poche rovine della città si sono conservate. Essa si trova nell'impervia regione montagnosa a nord dell'odierna Kumluca. Ci sono alcuni sarcofagi e tombe rupestri.